# 1610er
Portal Geschichte | Portal Biografien | Aktuelle Ereignisse | Jahreskalender | Tagesartikel

◄ |
16. Jh. |
17. Jahrhundert
| 18. Jh. | ►

◄ |
1580er |
1590er |
1600er |
1610er
| 1620er | 1630er | 1640er | ►

1610 |
1611 |
1612 |
1613 |
1614 |
1615 |
1616 |
1617 |
1618 |
1619

## Ereignisse
- 1618: Beginn des Dreißigjährigen Krieges.

## Wissenschaft
- 1610: Galileo Galilei und Simon Marius entdecken getrennt voneinander mit Hilfe des in den Niederlanden neu entwickelten Fernrohres die 4 größten Monde des Jupiter, den ersten Beweis, dass sich nicht alle Himmelskörper um die Erde drehen. Simon Marius benennt sie Ganymed, Kallisto, Europa und Io.

## Persönlichkeiten
- Ludwig XIII., König von Frankreich und Navarra
- Maria de’ Medici, Königinmutter von Frankreich
- Armand-Jean du Plessis, duc de Richelieu, Kardinal
- Ferdinand II., Kaiser des Heiligen Römischen Reiches Deutscher Nation, König von Ungarn, König von Böhmen
- Matthias, Kaiser des Heiligen Römischen Reiches Deutscher Nation, König von Ungarn, König von Böhmen
- Philipp III., König von Spanien, Neapel, Sizilien und Portugal
- Philipp IV., König von Spanien, Neapel, Sizilien und Portugal
- Johann Sigismund, Herzog von Preußen und Kurfürst von Brandenburg
- Paul V., Papst
- Michael I., Zar in Russland
- Jakob I., König von England, Schottland und Irland
- Go-Yōzei, Kaiser von Japan
- Go-Mizunoo, Kaiser von Japan
- Wanli, Kaiser von China